# Kościół św. Trójcy w Koniecpolu
Kościół pw. Świętej Trójcy – rzymskokatolicki kościół parafialny należący do dekanatu koniecpolskiego diecezji kieleckiej.

## Historia
Świątynia została zbudowana według projektu włoskiego architekta Macieja Trapoli. Ukończony kościół w obecności fundatora hetmana wielkiego koronnego Stanisława Koniecpolskiego został poświęcony w 1644 roku przez prymasa Macieja Łubieńskiego. Przez następne stulecia do świątyni było dodawane bogate wyposażenie. Nowa fundacja hetmana została starannie zaplanowana i powiązana z miastem, w którego stronę świątynia jest zwrócona. Została umieszczona pośrodku prostokątnego cmentarza otoczonego murem przerywanym bramkami, z okazałą bramą od strony zachodniej, dzwonnicą i wieżą zegarową w narożnikach od strony frontowej. Sama świątynia wzorowana jest na wielu podobnych rzymskich budowlach z tego okresu. Sylwetka świątyni oglądana głównie od strony rzeki Pilicy nie zmieniła się prawie w ogóle od okresu hetmana Koniecpolskiego.

## Wyposażenie
Wyposażenie kościoła jest bardzo bogate. Należą do niego m.in. monumentalny ołtarz główny z wielkim obrazem nawiązującym do wezwania świątyni, przedstawiającym Adorację Trójcy Świętej, namalowanym przez wybitnego włoskiego malarza Tomasza Dolabelli, kilka ołtarzy i obrazów (między innymi cenne Ukrzyżowanie wykonane na początku XVII wieku), ambona, chór muzyczny z organami, konfesjonały i ławki.
Kościół posiada dwie cenne pamiątki związane z fundatorem budowli: jego symboliczny grób w kształcie postaci leżącego rycerza i wielki portret na koniu.

## Galeria

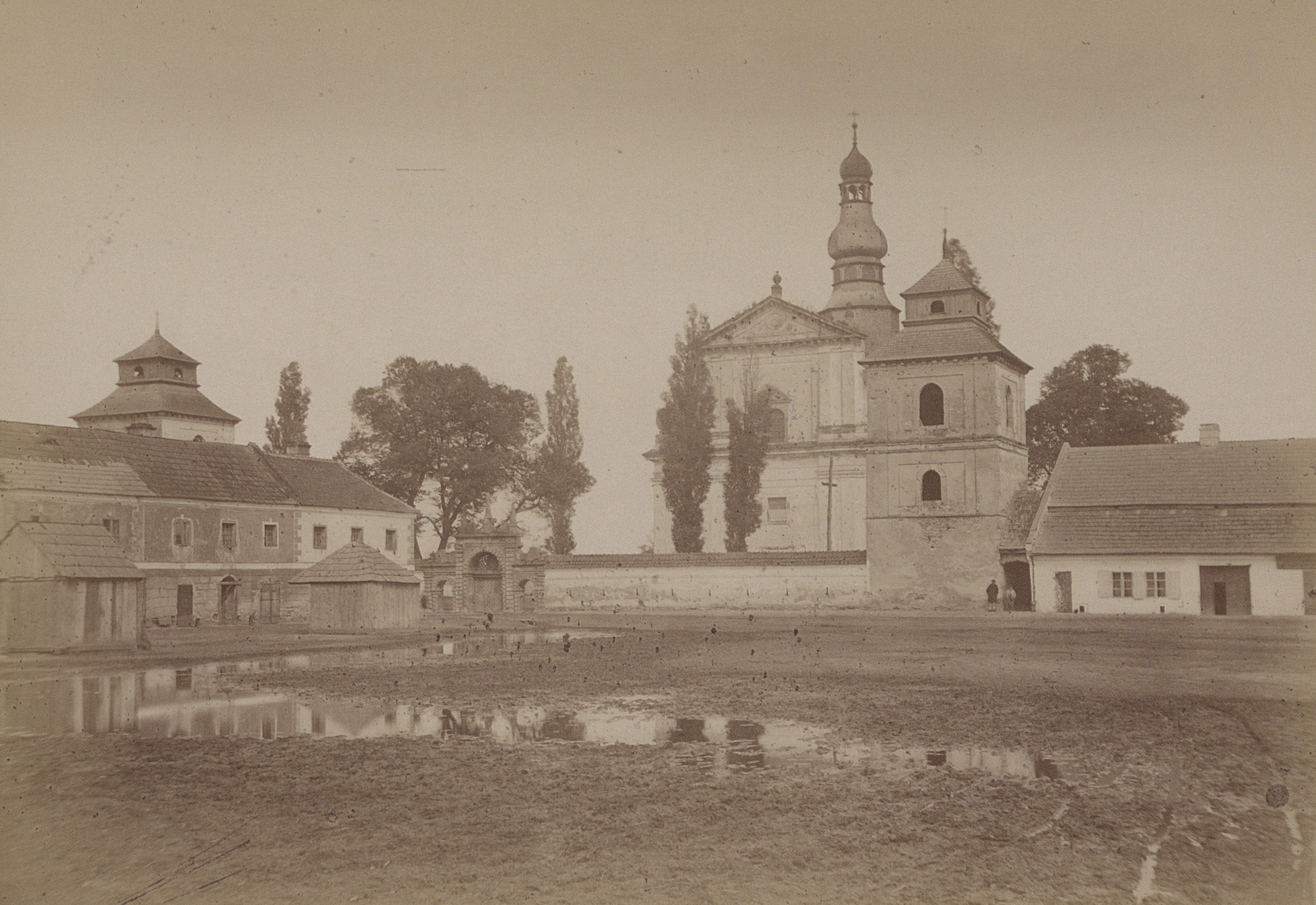
Kościół i otoczenie około 1875
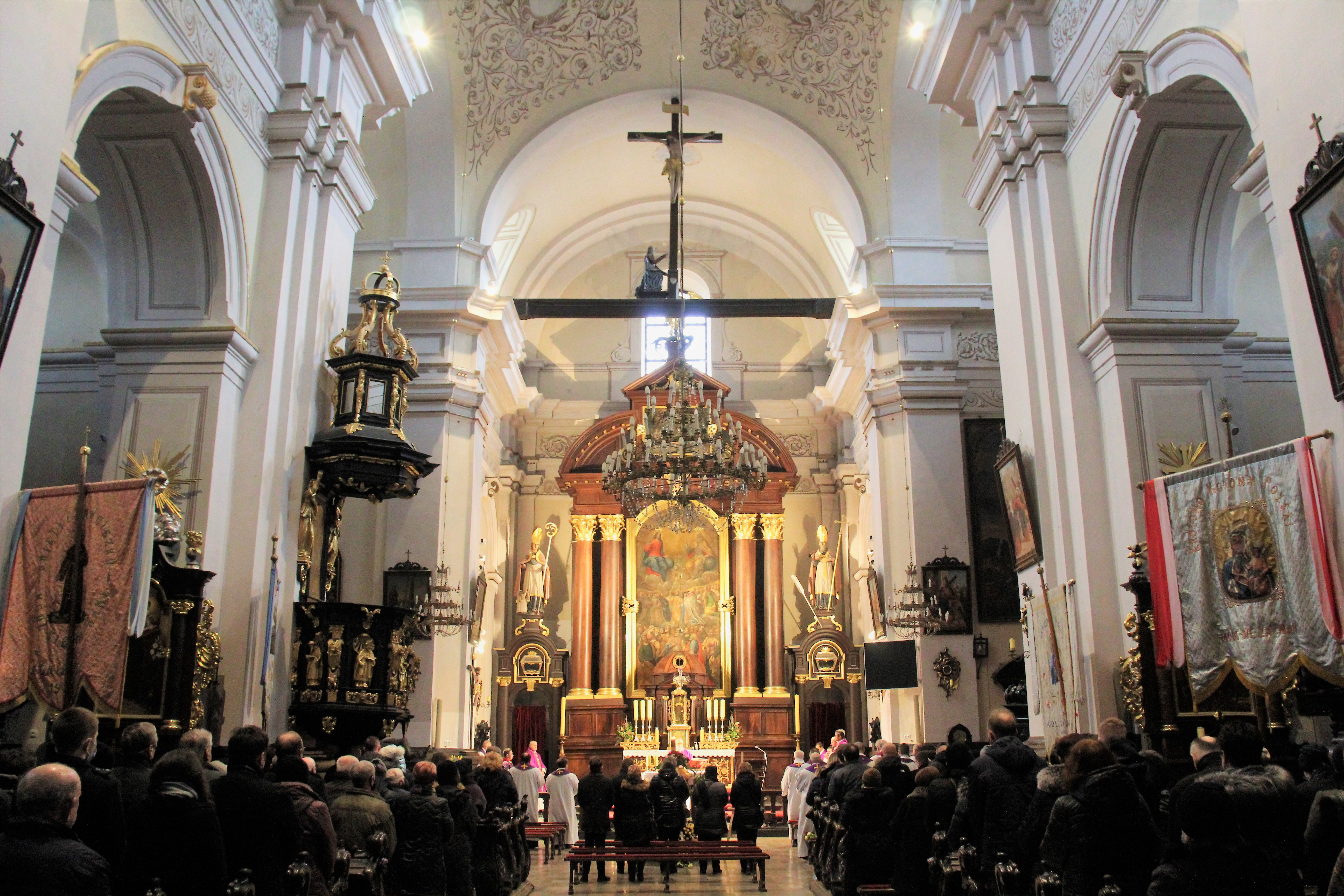
Wnętrze z ołtarzem
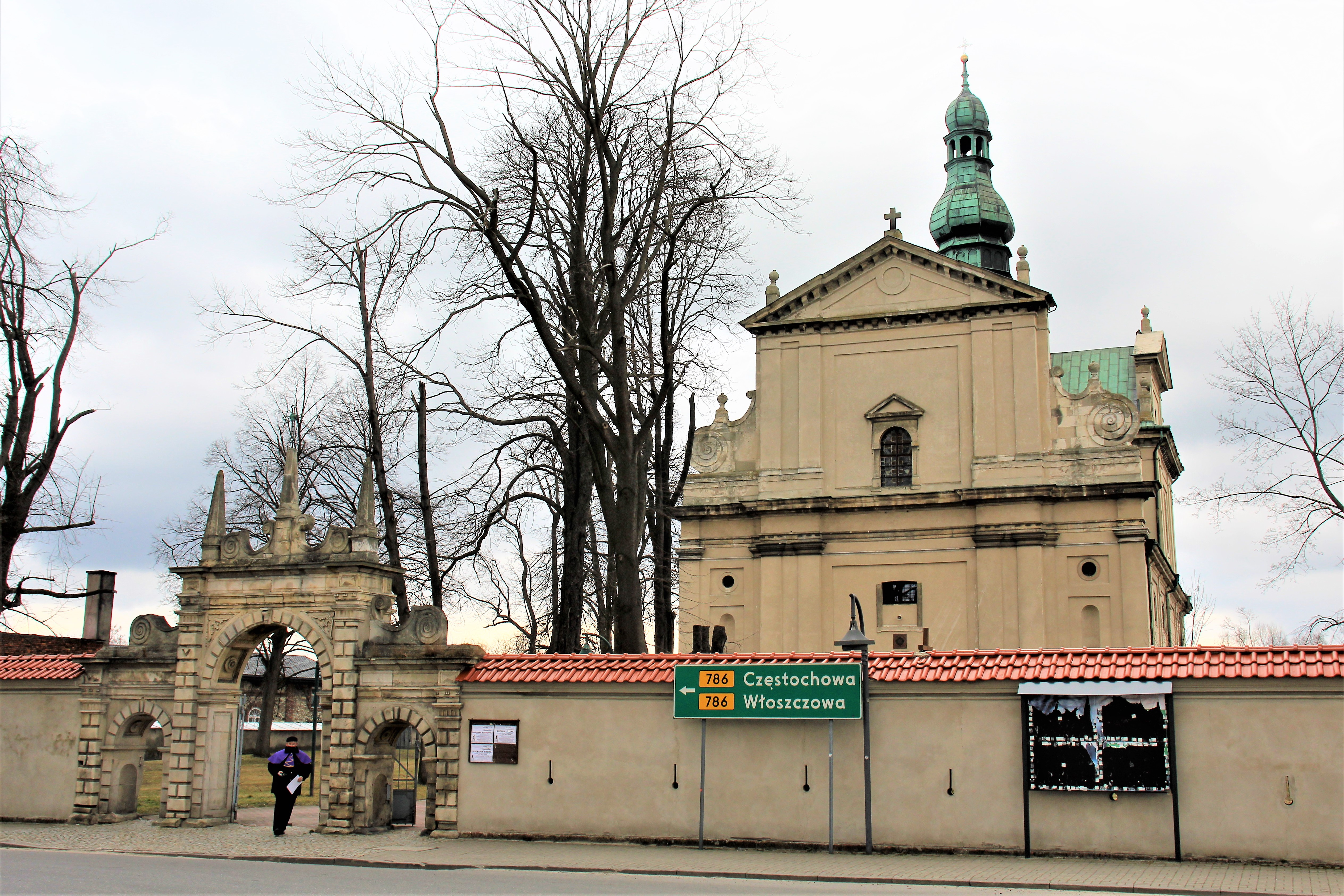
Widok z bramą (od strony rynku)